# Roberto Orci
Roberto Gaston Orci (Cidade do México, 20 de julho de 1973 – Los Angeles, 25 de fevereiro de 2025) foi um roteirista, produtor de cinema e produtor de televisão americano nascido no México.

## Biografia
Orci nasceu na Cidade do México, filho de pai mexicano e mãe cubana, que deixou Cuba após a Revolução Cubana. Foi criado no Canadá, Texas e Los Angeles, onde conheceu seu amigo e colaborador Alex Kurtzman. Ele cursou a Universidade do Texas.
Orci morreu em 25 de fevereiro de 2025, aos 51 anos, em Los Angeles.

## Carreira

### Filmes
- The Island (2005) - roteirista
- The Legend of Zorro (2005) - roteirista
- Mission: Impossible III (2006) - roteirista
- Transformers (2007) - roteirista
- Eagle Eye (2008) - produtor
- Watchmen (2009) - roteirista[3]
- Star Trek (2009) - roteirista e produtor executivo
- Transformers: Revenge of the Fallen (2009) - roteirista
- The Proposal (2009) - produtor executivo
- Cowboys & Aliens (2011) - roteirista e produtor
- Star Trek 2 (2012) - roteirista e produtor executivo
- A Múmia (2017) - produtor

### Televisão
- Hawaii Five-0 - produtor executivo
- Fringe - co-criador, roteirista e produtor executivo
- The Secret Service - co-criador, roteirista e produtor executivo
- Alias - roteirista e produtor executivo
- Hercules: The Legendary Journeys - roteirista e produtor executivo
- Xena: Warrior Princess - roteirista e produtor executivo
- Jack of All Trades - roteirista e produtor executivo
- Transformers: Prime - produtor executivo